# Линц, Алекс Дэвид
Александр Дэвид Линц (англ. Alexander David Linz; род. 3 января 1989 года, Санта-Барбара) — бывший американский актёр.

## Биография
Александр Дэвид Линц родился 3 января 1989 года в Санта-Барбаре, штат Калифорния, у профессора Калифорнийского университета Даниэля Линца и прокурора Дебры Балтекс. Отец имеет немецкое происхождение с примесью ирландских и английских корней, мать происходит из семьи франко-австрийских евреев. У Линца есть две младшие сестры — Лили Элис и Ливия. Когда родители развелись, Алекс остался жить с матерью. Из-за еврейских корней Дебры в 13 лет Линц прошёл обряд Бар-мицва. Он окончил среднюю школу Портола в Танзании и старшую школу Александра Гамильтона в Лос-Анджелесе, учился в Калифорнийском университете в Беркли, который окончил в декабре 2011 года со степенью бакалавра в области науки, техники и общества. В 2017 году окончил Калифорнийский университет в Лос-Анджелесе со степенью магистра в области городского и регионального планирования.
Алекс приобрёл популярность в конце 1990-х — начале 2000-х гг., исполнив детские роли в фильмах «Один дома 3», «Один прекрасный день», «Титан: После гибели Земли» и многих других. Как и у многих несостоявшихся детей-актёров, его кинокарьера постепенно сошла на нет по мере его взросления.

## Фильмография
| Год       |     | Русское название                          | Оригинальное название                        | Роль                            |
| --------- | --- | ----------------------------------------- | -------------------------------------------- | ------------------------------- |
| 1995      | с   | —                                         | Cybill                                       | Джейсон                         |
| 1995      | тф  | —                                         | Vanished                                     | Тедди                           |
| 1995      | с   | Лоис и Кларк: Новые приключения Супермена | Lois & Clark: The New Adventures of Superman | Джесс Степанович                |
| 1995      | с   | Шаг за шагом                              | Step by Step                                 | Хоуи                            |
| 1995      | с   | Молодые и дерзкие                         | The Young and the Restless                   | Филлип                          |
| 1996      | тф  | —                                         | The Uninvited                                | Джонатан Джонсон                |
| 1996      | ф   | Один прекрасный день                      | One Fine Day                                 | Сэмми Паркер                    |
| 1997      | ф   | Один дома 3                               | Home Alone 3                                 | Алекс Прюитт                    |
| 1999      | ф   | Мой братец Бейб                           | My Brother the Pig                           | Фройд                           |
| 1999      | мф  | Тарзан                                    | Tarzan                                       | маленький Тарзан, озвучка       |
| 2000      | ф   | Бруно                                     | Bruno                                        | Бруно Баталья                   |
| 2000      | ф   | Чужой билет                               | Bounce                                       | Скотт Джанелло                  |
| 2001      | ф   | Титан: После гибели Земли                 | Titan A.E.                                   | юный Кэл                        |
| 2001      | ф   | Возмездие Макса Кибла                     | Max Keeble's Big Move                        | Макс Кибл                       |
| 2001      | ф   | Космическая гонка                         | Race to Space                                | Вильгельм фон Хубер             |
| 2001      | тф  | Проект «Дженни»                           | The Jennie Project                           | Эндрю Арчибальд                 |
| 2001—2002 | с   | Провиденс                                 | Providence                                   | Пит Калькатера                  |
| 2002      | ф   | Красный дракон                            | Red Dragon                                   | юный Фрэнсис Долархайд, озвучка |
| 2002      | мс  | Эй, Арнольд!                              | Hey Arnold!                                  | Арнольд                         |
| 2003      | тф  | —                                         | Exit 9                                       | Риччи Саммерсет                 |
| 2003      | тф  | Чудо на площадке                          | Full-Court Miracle                           | Алекс Шлотски                   |
| 2004      | с   | Джек и Бобби                              | Jack & Bobby                                 | Хантер                          |
| 2005      | ф   | Магнаты                                   | The Moguls                                   | Билли                           |
| 2007      | кор | —                                         | Order Up                                     | помощник официанта              |
| 2007      | ф   | —                                         | Choose Connor                                | Оуэн Норрис                     |

## Награды и номинации
| Год  | Награда          | Категория                                                           | Работа               | Результат |
| ---- | ---------------- | ------------------------------------------------------------------- | -------------------- | --------- |
| 1997 | YoungStar Awards | Best Performance by a Young Actor in a Comedy Film                  | Один прекрасный день | Победа    |
| 1997 | ShoWest Award    | Young Star of the Year                                              | Один прекрасный день | Победа    |
| 1997 | Молодой актёр    | Best Performance in a Feature Film — Actor Age Ten or Under         | Один прекрасный день | Номинация |
| 1998 | Молодой актёр    | Best Performance in a Feature Film — Young Actor Age Ten or Under   | Один дома 3          | Номинация |
| 1998 | YoungStar Awards | Best Performance by a Young Actor in a Comedy Film                  | Один дома 3          | Номинация |
| 2000 | Молодой актёр    | Best Performance in a Voice-Over (TV or Feature Film) — Young Actor | Тарзан               | Номинация |
| 2002 | Молодой актёр    | Best Performance in a TV Movie or Special — Leading Young Actor     | Проект «Дженни»      | Номинация |